# Landtagswahlkreis Genthin
Der Landtagswahlkreis Genthin (Wahlkreis 5) ist ein Landtagswahlkreis in Sachsen-Anhalt. Er umfasste zur Landtagswahl in Sachsen-Anhalt 2021 vom Landkreis Jerichower Land die Gemeinde Elbe-Parey, die Stadt Genthin und die Stadt Jerichow sowie vom Landkreis Stendal die Stadt Tangerhütte und die Stadt Tangermünde.
Der Wahlkreis wird in der achten Legislaturperiode des Landtages von Sachsen-Anhalt  von Thomas Staudt vertreten, der das Direktmandat bei der Landtagswahl am 6. Juni 2021 mit 31,3 % der Erststimmen erstmals gewann. Davor wurde der Wahlkreis von 2002 bis 2021 von Detlef Radke  vertreten.

## Wahl 2021
Im Vergleich zur Landtagswahl 2016 wurde der Zuschnitt des Wahlkreises nicht verändert. Auch Name und Nummer des Wahlkreises wurden nicht geändert.
Es traten neun Direktkandidaten an. Von den Direktkandidaten der vorhergehenden Wahl traten Ulrich Siegmund und Nils Rosenthal erneut an. Thomas Staudt gewann mit 31,3 % der Erststimmen erstmals das Direktmandat. Ulrich Siegmund zog über Platz 2 der Landesliste der AfD ebenfalls in den Landtag ein.
|                    |                      | Erst- stimmen | Erst- stimmen | Zweit- stimmen | Zweit- stimmen |
| Bewerber           | Partei               | Anzahl        | %             | Anzahl         | %              |
| ------------------ | -------------------- | ------------- | ------------- | -------------- | -------------- |
| Wahlberechtigte    | Wahlberechtigte      | 40.465        | 100,0         | 40.465         | 100,0          |
| Wähler             | Wähler               | 24.342        | 60,2          | 24.342         | 60,2           |
| Ungültige Stimmen  | Ungültige Stimmen    | 512           | 2,1           | 442            | 1,8            |
| Gültige Stimmen    | Gültige Stimmen      | 23.830        | 97,9          | 23.900         | 98,2           |
| davon              |                      |               |               |                |                |
| Thomas Staudt      | CDU                  | 7.447         | 31,3          | 9.215          | 38,6           |
| Ulrich Siegmund    | AfD                  | 6.348         | 26,6          | 5.836          | 24,4           |
| Anke Hain          | DIE LINKE            | 2.459         | 10,3          | 2.287          | 9,6            |
| Udo Krause         | SPD                  | 2.757         | 11,6          | 2.020          | 8,5            |
| Nils Rosenthal     | GRÜNE                | 840           | 3,5           | 846            | 3,5            |
| Sebastian Gröschke | FDP                  | 1.149         | 4,8           | 1.169          | 4,9            |
| Carmen Kalkofen    | FREIE WÄHLER         | 2.329         | 9,8           | 1.119          | 4,7            |
| –                  | NPD                  | –             | –             | 66             | 0,3            |
| –                  | Tierschutzpartei     | –             | –             | 301            | 1,3            |
| –                  | Tierschutzallianz    | –             | –             | 79             | 0,3            |
| –                  | LKR                  | –             | –             | 9              | 0,0            |
| –                  | Die PARTEI           | –             | –             | 111            | 0,5            |
| –                  | Gartenpartei         | –             | –             | 144            | 0,6            |
| –                  | FBM                  | –             | –             | 17             | 0,1            |
| –                  | TIERSCHUTZ hier!     | –             | –             | 143            | 0,6            |
| Lutz Thiede        | dieBasis             | 274           | 1,1           | 302            | 1,3            |
| –                  | Klimaliste ST        | –             | –             | 14             | 0,1            |
| –                  | ÖDP                  | –             | –             | 15             | 0,1            |
| –                  | Die Humanisten       | –             | –             | 17             | 0,1            |
| –                  | Gesundheitsforschung | –             | –             | 78             | 0,3            |
| –                  | PIRATEN              | –             | –             | 70             | 0,3            |
| –                  | WiR2020              | –             | –             | 42             | 0,2            |
| Friedemann Kahl    | Einzelbewerber       | 227           | 1,0           | –              | –              |

## Wahl 2016
Zur Landtagswahl 2016 umfasste der Wahlkreis vom Landkreis Jerichower Land die Gemeinde Elbe-Parey, die Stadt Genthin und die Stadt Jerichow sowie vom Landkreis Stendal die Stadt Tangerhütte und die Stadt Tangermünde.
Es traten sieben Direktkandidaten an. Von den Kandidaten der Wahl 2011 traten Detlef Radke, Harry Czeke und Nils Rosenthal erneut an. Radke verteidigte das Direktmandat mit 30,5 % der Erststimmen.
|                   |                   | Erst- stimmen | Erst- stimmen | Zweit- stimmen | Zweit- stimmen |
| Bewerber          | Partei            | Anzahl        | %             | Anzahl         | %              |
| ----------------- | ----------------- | ------------- | ------------- | -------------- | -------------- |
| Wahlberechtigte   | Wahlberechtigte   | 42.447        | 100,0         | 42.447         | 100,0          |
| Wähler            | Wähler            | 25.477        | 60,0          | 25.477         | 60,0           |
| Ungültige Stimmen | Ungültige Stimmen | 590           | 2,3           | 563            | 2,2            |
| Gültige Stimmen   | Gültige Stimmen   | 24.887        | 97,7          | 24.914         | 97,8           |
| davon             |                   |               |               |                |                |
| Detlef Radke      | CDU               | 7.586         | 30,5          | 7.862          | 31,6           |
| Harry Czeke       | DIE LINKE         | 4.632         | 18,6          | 4.034          | 16,2           |
| Franziska Kersten | SPD               | 3.378         | 13,6          | 2.762          | 11,1           |
| Nils Rosenthal    | GRÜNE             | 828           | 3,3           | 891            | 3,6            |
| –                 | ALFA              | –             | –             | 267            | 1,1            |
| –                 | Tierschutzallianz | –             | –             | 234            | 0,9            |
| Ulrich Siegmund   | AfD               | 6.828         | 27,4          | 6.271          | 25,2           |
| –                 | DIE RECHTE        | –             | –             | 47             | 0,2            |
| –                 | FBM               | –             | –             | 62             | 0,2            |
| Peter Arndt       | FDP               | 1.089         | 4,4           | 1.025          | 4,1            |
| –                 | FREIE WÄHLER      | –             | –             | 432            | 1,7            |
| –                 | MG                | –             | –             | 104            | 0,4            |
| –                 | NPD               | –             | –             | 465            | 1,9            |
| –                 | Die PARTEI        | –             | –             | 102            | 0,4            |
| –                 | Tierschutzpartei  | –             | –             | 356            | 1,4            |
| Gordon Gleiche    | Einzelbewerber    | 546           | 2,2           | –              | –              |

## Wahl 2011
Bei der Landtagswahl in Sachsen-Anhalt 2011 waren 45177 Einwohner wahlberechtigt; die Wahlbeteiligung lag bei 49,2 %. Detlef Radke gewann das Direktmandat für die CDU.
| Bewerber         | Partei           | Erststimmen in % | Zweitstimmen in % |
| ---------------- | ---------------- | ---------------- | ----------------- |
| Detlef Radke     | CDU              | 36,9             | 34,9              |
| Harry Czeke      | LINKE            | 27,5             | 23,7              |
| Rosemarie Dizner | SPD              | 20,3             | 22,9              |
| Rolf Wegener     | Freie Wähler     | 6,0              | 2,2               |
| Nils Rosenthal   | GRÜNE            | 5,3              | 5,6               |
| Werner Krömer    | FDP              | 3,3              | 2,8               |
| –                | NPD              | –                | 4,5               |
| –                | Tierschutzpartei | –                | 1,5               |
| –                | PIRATEN          | –                | 1,0               |
| –                | SPV              | –                | 0,4               |
| –                | KPD              | –                | 0,2               |
| –                | MLPD             | –                | 0,2               |
| –                | ÖDP              | –                | 0,2               |

## Wahl 2006
Bei der Landtagswahl in Sachsen-Anhalt 2006 traten folgende Kandidaten an:
| Name                             | Partei          | Anteil der Erststimmen |
| -------------------------------- | --------------- | ---------------------- |
| Detlef Radke                     | CDU             | 36,3 %                 |
| Harry Czeke                      | LINKE           | 29,3 %                 |
| Denis Gruber                     | SPD             | 22,0 %                 |
| Thomas Jünemann                  | FDP             | 5,8 %                  |
| Günter Sander                    | GRÜNE           | 4,5 %                  |
| Friedrich Kersten                | Off D-STATT-DSU | 1,0 %                  |
| Angela Jackowski                 | GUT             | 1,2 %                  |
| Wahlberechtigte: 45693 Einwohner |                 |                        |
| Wahlbeteiligung: 40,3 %          |                 |                        |

## Wahl 2002
Bei der Landtagswahl in Sachsen-Anhalt 2002 waren 46.852 Einwohner wahlberechtigt; die Wahlbeteiligung lag bei 54,0 %. Detlef Radke gewann das Direktmandat für die CDU.
| Bewerber       | Partei   | Erststimmen in % | Zweitstimmen in % |
| -------------- | -------- | ---------------- | ----------------- |
| Detlef Radke   | CDU      | 39,9             | 39,3              |
| Harry Czeke    | PDS      | 22,9             | 19,9              |
| Helmut Halupka | SPD      | 18,7             | 20,1              |
| Lutz Nitz      | GRÜNE    | 3,2              | 2,1               |
| Rolf Meyer     | FDP      | 10,9             | 11,4              |
| Roland Glantz  | Schill   | 4,4              | 4,5               |
| –              | Sonstige | –                | 2,7               |

## Wahl 1998
Bei der Landtagswahl in Sachsen-Anhalt 1998 waren 49.201 Einwohner wahlberechtigt; die Wahlbeteiligung lag bei 69,8 %. Helmut Halupka gewann das Direktmandat für die SPD.
| Bewerber          | Partei   | Erststimmen in % | Zweitstimmen in % |
| ----------------- | -------- | ---------------- | ----------------- |
| Carmen Stange     | CDU      | 26,3             | 21,4              |
| Harry Czeke       | PDS      | 23,8             | 17,9              |
| Helmut Halupka    | SPD      | 41,1             | 39,5              |
| Lutz Nitz         | GRÜNE    | 3,6              | 2,8               |
| Friedrich Schwarz | FDP      | 5,3              | 3,5               |
| -                 | DVU      | -                | 12,8              |
| –                 | Sonstige | –                | 2,9               |

## Wahl 1994
Bei der Landtagswahl in Sachsen-Anhalt 1994 waren 48.928 Einwohner wahlberechtigt; die Wahlbeteiligung lag bei 55,4 %. Detlev Lehmann gewann das Direktmandat für die SPD.
| Bewerber         | Partei   | Erststimmen in % | Zweitstimmen in % |
| ---------------- | -------- | ---------------- | ----------------- |
| Heinz Baudisch   | CDU      | 28,2             | 31,2              |
| Harry Czeke      | PDS      | 14,4             | 15,6              |
| Detlev Lehmann   | SPD      | 47,4             | 43,1              |
| Manfred Helmecke | GRÜNE    | 5,9              | 4,7               |
| Martina Gerling  | FDP      | 4,1              | 2,5               |
| –                | Sonstige | –                | 2,1               |